# Сакаев, Ильдар Усманович
Ильда́р Усманович Сака́ев (узб. Eldor Sakayev / Элдор Сакаев; 17 декабря 1963 года) — советский и узбекистанский футболист, игравший на позициях полузащитника и нападающего. Ныне спортивный директор клуба «Машал».
В советские годы выступал за клубы «Ёшлик» из Туракургана, касансайского «Касансайца» и наманганского «Навбахора». В 1992 году играл за уфимское «Гастелло». В последующие годы выступал снова за «Навбахор» и «Касансайчи», позднее за «Атласчи» и андижанский «Навруз». Последние годы своей карьеры провёл в бекабадском «Металлурге».
В 2011 году возглавлял «Навбахор», а в 2014—2016 годах ташкентскую «Актепу». С 2018 года возглавлял «Андижан».